# Антон Бернолак
А́нтон Бе́рнолак (словац. Anton Bernolák; 3 жовтня 1762, Сланиця — 15 січня 1813, Нове Замки) — словацький філолог і католицький священник. Автор першої кодифікації словацької літературної мови.

## Життя
Він був другою дитиною в сім'ї Бернолака Джорджа і Анни. Народився в селі Сланіця  регіону Орава. У 1774—1778 роках навчався в школі Ружомберока, риторики, філософії і поетики в Братиславі, Трнаві і теології в Університеті Відня. Після навчання, в 1787 році, він кодифікував перший стандарт Словацької мови, який заснував на західних словацьких діалектах навколо Трнави, з деякими елементами з центральних діалектів. Протягом шести років він служив секретарем архієпископа в місті. З травня 1797 року до своєї смерті 15 січня 1813 року він був парафіяльним священиком у Нових-Замках, в той час став адміністратором шкіл міста. Його незвичайний талант вже знайшов своє відображення в Братиславі. Для реалізації ідей і планів були всі професійні навички. Він розмовляв на кількох іноземних мовах, і мав у період на цей час, широкі знання загальної історії, економіки, медицини, естетики, музики і політики. Незважаючи на те, що його діяльність була зосереджена на лінгвістичній роботі, він добре розумів, що без населення, яке проживає на території Словаччини і використовує свою мову в листуванні і в освіті, не можна сформувати єдиної нації, яка приведе їх до державного суверенітету. З цією метою він продовжує свою наукову роботу. Всебічна літературна і священницька робота, багато проблем з близькими родичами та інші обставини послабили його здоров'я настільки, що він несподівано помер від серцевого нападу.
Його мову було покладено в основу діяльності у Slovenské učené tovarišstvo, створеного в 1792 році у Трнаві, а також у рух послідовників Бернолака. Бернолаківщина вийшла з використання в середині XIX століття, за час існування було надруковано багато релігійної та іншої літератури у цьому варіанті словацької мови.

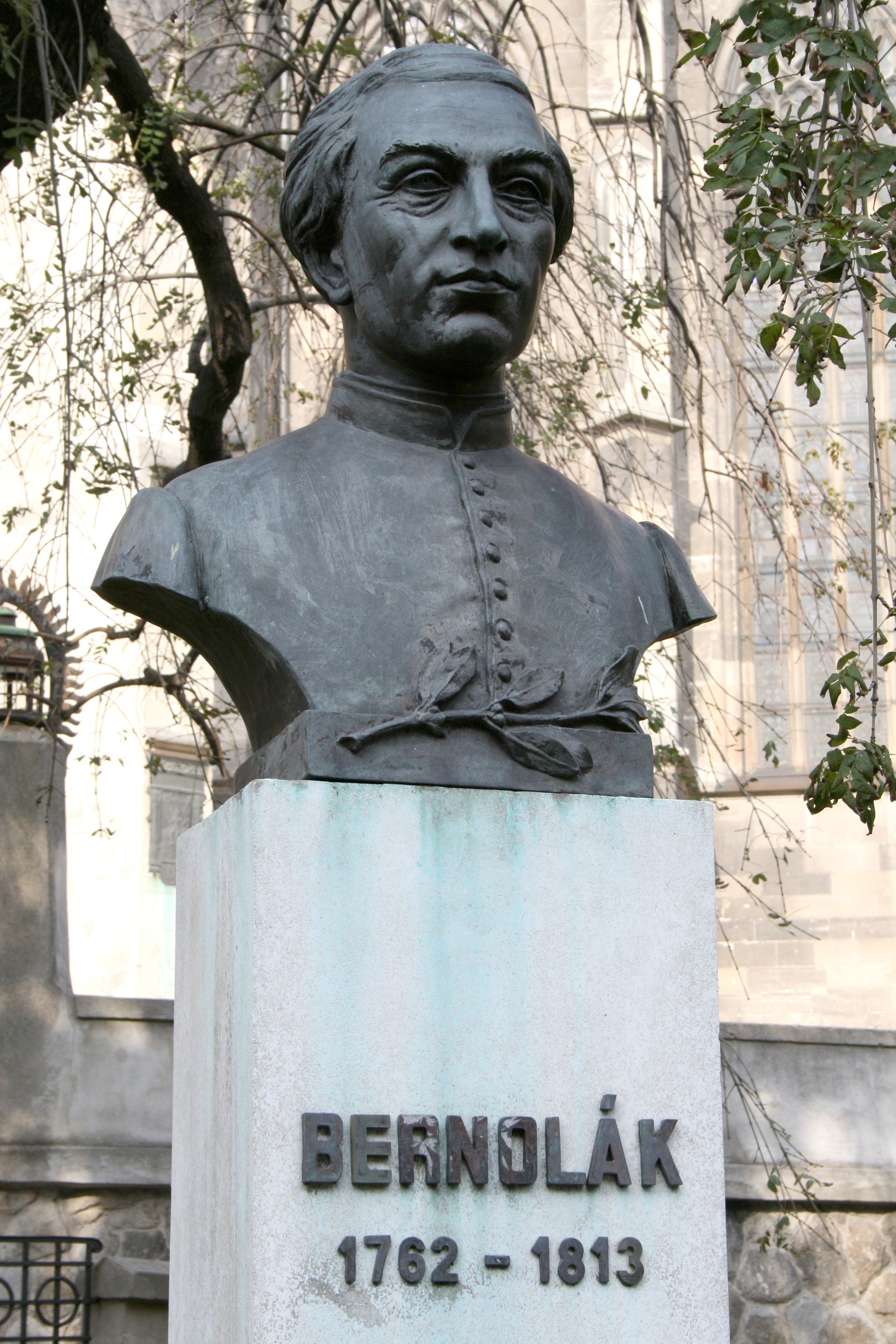
Антон Бернолак. Бюст у Братиславі

## Словацьке вчене суспільство
Органічно був пов'язаний з поширенням освіти та літератури на новій літературній мові. Праці Бернолака базуються на діалекті Трнави. Розповсюджувачами ідеї і цілі А.Бернолака були: Джордж Фандлі, Йосип Ігнатій, Ян Холлі, Шандор Руднаі. Пізніше до них приєдналися групи на чолі з Мартіном Хамульяком. У цьому контексті, необхідно сказати, що рух Бернолак (який тривав понад 50 років), створив умови для другої кодифікації словацької мови.

## Роботи
- 1782 Divux rex Stephanus, magnus Hungarorum apostolus [7](лат.)
- 1787 Критична дискусія про філології, слов'янські літери (Dissertatio philologico-critica de literis Slavorum)(лат.)

1787 Швидка і легка орфографія. Нові принципи правопису (Linguae Slavonicae… compendiosa simul et facilis Orthographia)(лат.)
- 1790 Словацька граматика (Slovenská gramatika)(словен.)
- 1791 Етимологія словенських слів (Etymológia slovenských slov)(словен.)
- 1825/1827 Словник Словацький, Чесько-латино-Німецький-угорський. Загалом 6 томів [7](словен.).  (Slowár Slowenskí, Češko-Laťinsko-Ňemecko-Uherskí)